# Unione Sportiva Dilettantistica Breno
L'Unione Sportiva Dilettantistica Breno, meglio nota come Breno, è una società calcistica italiana con sede nel comune di Breno, in provincia di Brescia.
Milita in Serie D, quarta divisione del campionato italiano.
Fondata il 16 giugno 1946, il risultato più rilevante fu la "doppietta" nella stagione 1989-1990, quando vinse il girone lombardo di Promozione e la Coppa Italia Dilettanti conquistando così la storica salita in Serie D, cui seguì l'ingaggio di Evaristo Beccalossi.

## Storia
Il club venne fondato nel 1946, col nome di Unione Sportiva Breno, dando seguito all'esperienza di un preesistente sodalizio amatoriale che aveva avviato la pratica del football sin dai primi anni 1920. 
La squadra esordì nei campionati locali, ma già nel giro di un biennio raggiunse la Promozione e nel 1949-1950 arrivò molto vicina alla promozione in Serie C, classificandosi seconda dietro al Lecco.
Nel 1951, grazie al sostegno della famiglia Tassara (attiva nel campo delle acciaierie), fu costruito lo stadio Carlo e Filippo Tassara, dando al club un campo interno regolamentare. Nel 1952, a seguito della suddivisione della Promozione Interregionale fra IV Serie (livello interregionale) e Promozione (livello regionale), il Breno fu assegnato a quest'ultima.
Nel 1974 la squadra fu rifondata, dopo alcuni anni di inattività, nuovamente a opera della famiglia Tassara, ripartendo dal livello più basso, cioè la Terza Categoria. In pochi anni la società progredì fino all'approdo in Prima Categoria, creando altresì un florido settore giovanile. La stagione 1981-82 fu caratterizzata dal duello per la vittoria del campionato di Prima Categoria con il Telgate, che grazie allo 0-0 strappato all'ultima giornata al Tassara ebbe la meglio. L'obiettivo del ritorno in Promozione fu conseguito nella stagione 1982-83, vincendo per distacco la sfida con il Chiari. Nel novembre del 1983, dopo quasi 20 anni di assenza, tornò a disputarsi il derby contro il Darfo Boario vinto dai granata per 1-0.
Gli anni 1980 culminarono con la stagione 1989-1990, nella quale il Breno riuscì a vincere la Coppa Italia Dilettanti e il campionato di Promozione Lombarda (Girone B), ottenendo la prima storica promozione in Serie D. La vittoria in coppa arrivò nella finale di Maratea, sconfiggendo la Pistoiese.
Dopo una buona stagione 1990-1991, nella quale il Breno (che schierava in campo Evaristo Beccalossi ed era allenato da Guido Settembrino) fu sesto nel proprio girone di Serie D, la società, oberata di debiti, entrò in crisi e nel 1992 fallì, contestualmente alla retrocessione della squadra in Eccellenza.
Gli anni successivi videro il Breno sprofondare fino alla Terza Categoria, dalla quale si salvò solo tramite ripescaggio. Nel 2000 la squadra venne rifondata nuovamente col nome di Unione Sportiva Breno Vallecamonica, poi mutato in Unione Sportiva Brenese e quindi (dal 2006) in Associazione Sportiva Dilettantistica Breno.
Dopo essere risalito in Prima Categoria nella stagione 2007, in virtù di un ripescaggio a seguito della rinuncia del Centrolago, il Breno conobbe altri problemi societari e retrocedette di nuovo in Seconda Categoria. Nel 2008 i granata vinsero i play-off (2-0 e 4-1 contro il Borromeo, formazione milanese) e tornarono in Prima Categoria. La cessata attività si riconcretizzò il 25 giugno 2012, vanificando la salvezza in Prima Categoria ottenuta ai playout con un doppio 3-0 ai danni del Palosco: il Breno cedette infatti il titolo al Maclodio.
Dopo un anno di quiescenza, nell'estate 2013 nacque l'Associazione Sportiva Dilettantistica Breno Futura, grazie a una cordata capeggiata da Mario Cocchi, col benestare dell'amministrazione comunale e della Fondazione Tassara, erede dei "padri nobili" del calcio brenese. Partita dalla Terza Categoria, nell'estate 2015 la società acquisì il titolo sportivo dell'Unica Futura di Esine, ottenendo il diritto a disputare il campionato di Prima Categoria. Al "primo colpo" il Breno Futura ottenne il primo posto nel girone G, garantendosi l'accesso al campionato di Promozione.
Nell'estate 2016 la denominazione divenne Unione Sportiva Dilettantistica Breno, ricollegandosi alla tradizione granata.
Dopo un 5º posto all'esordio in Promozione, il 15 maggio 2017 venne annunciata l'unione con l'Associazione Calcio Vallecamonica, che permise al Breno di accedere al campionato di Eccellenza Lombardia 2017-2018. La stagione fu ancora di buon livello, ma a dispetto dei proclami (la società aveva puntato subito alla Serie D) i granata chiusero sesti in classifica.
L'obiettivo promozione fu centrato nella stagione 2018-2019, conclusa con la vittoria ai playoff nazionali a scapito del Legnano: il Breno fu così ammesso alla Serie D 2019-2020. Nella stessa stagione i granata furono la prima squadra italiana ad aver acquistato e schierato in campo un giocatore delle isole Fær Øer, Páll Klettskarð.
Nelle stagioni successive il Breno riesce a mantenere la categoria, dovendo però giocare i playout nelle annate 2022-23 e 2023-24.
Nel giugno 2025, dopo dodici anni alla guida del club, Mario Cocchi lascia la presidenza. Gli subentra Dario Domenighini, con Konstantin Zaleski vicepresidente, in continuità con il percorso di crescita avviato negli anni precedenti.

## Palmarès

### Competizioni nazionali
- Coppa Italia Dilettanti: 1

1989-1990

### Competizioni regionali
- Promozione: 1

1989-1990 (girone D)
- Prima Categoria: 2

1982-1983, 2015-2016 (girone G)
- Seconda Categoria: 1

1963-1964
- Prima Divisione: 1

1947-1948(girone M)

### Competizioni provinciali
- Terza Categoria: 1

1968-1969 (girone C)

### Allenatori
- 1990-1991:  Guido Settembrino
- 2009-2010:  Claudio Lunini
- 2013-2016:  Fiorenzo Giorgi